# Mozarabok

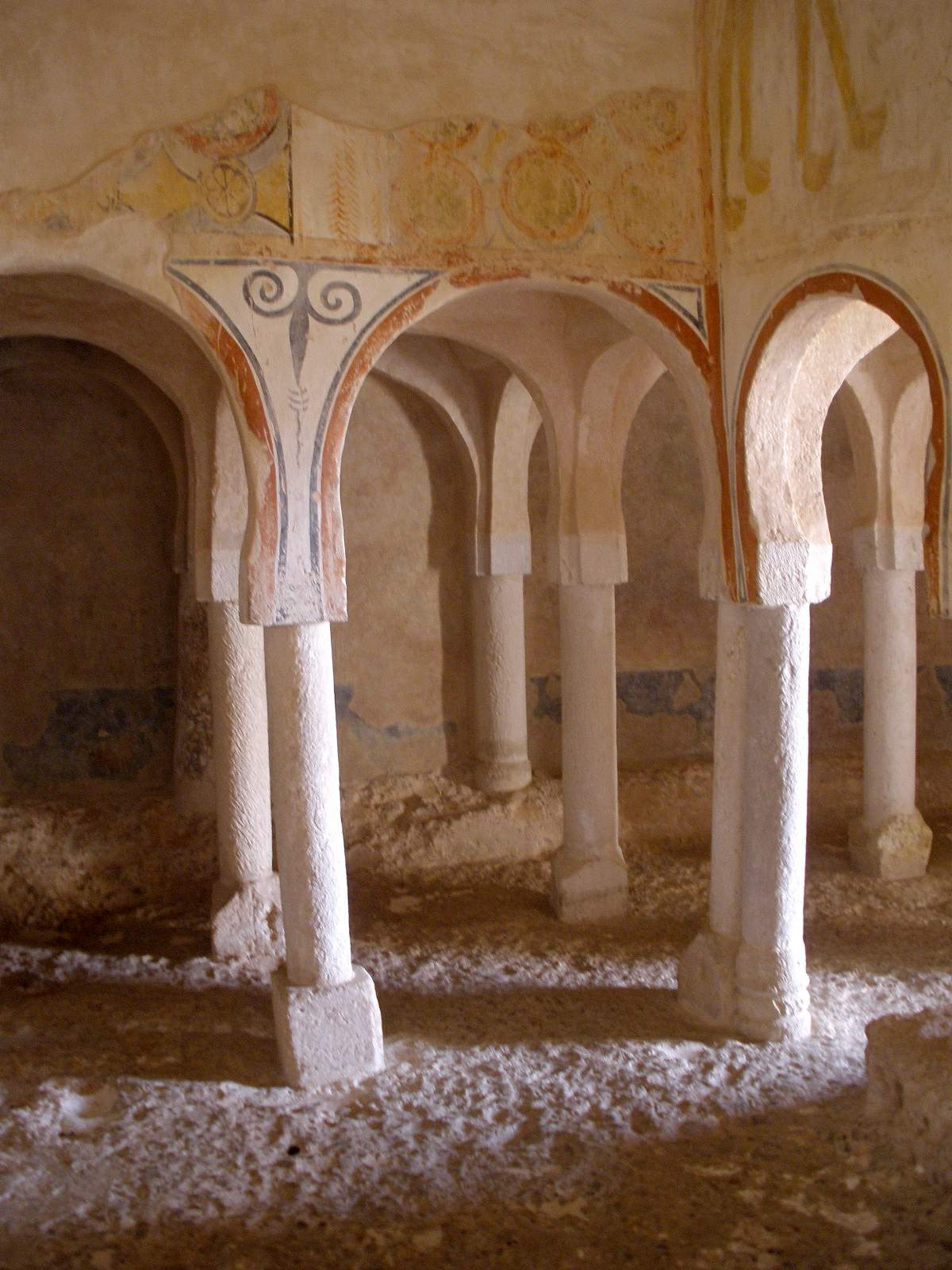
A San Baudelio de Berlanga templom belső tere

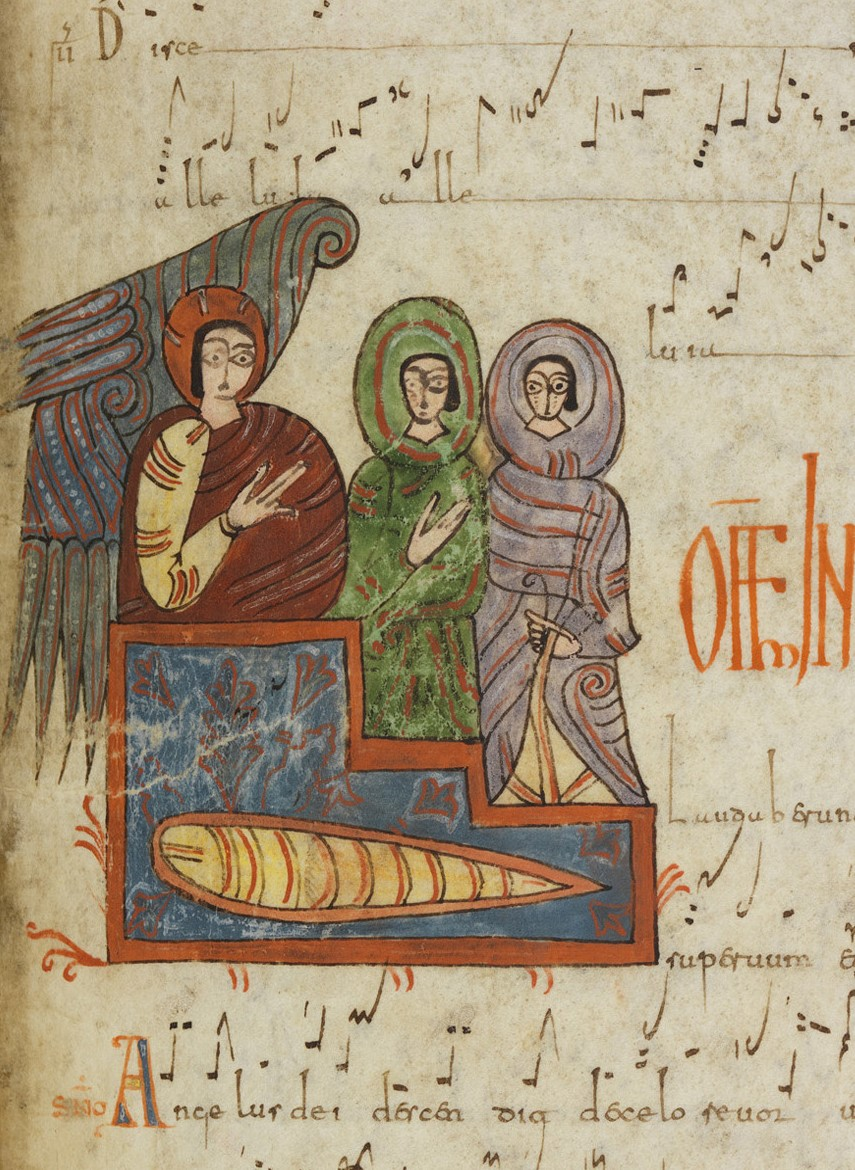
Mozarab daloskönyv lapja

Mozaraboknak az Ibériai-félszigeten élt, keresztény vallású, de a fejlettebb arab kultúrát átvett, szvéb, vandál, vizigót és egyéb eredetű bennszülött lakosságot nevezték. Maga a „mozarab” szó a spanyol mozárabe származéka, az pedig az „arabosodott” jelentésű  arab musztarib szó változata. A mára kihalt mozarab nyelv az újlatin nyelvek nyugati csoportjába tartozott; egyedi jellegzetessége az arab írás átvétele volt. Szinte valamennyien jól beszéltek arabul; gyakorlatilag kétnyelvűek voltak.

## Eredetük
Az andalúziai keresztények fő csoportjai:
1. Az egykori vizigót püspökségek utódközösségei őrizték a vallási hagyományt; amikor az arabok meghódították Andalúziát, az omajjád hatóságok beleegyeztek, hogy a zömmel vizigót lakosság  megőrizhesse keresztény vallását, és megadták nekik az iszlámban szokásos jogokat (dzimmi). A keresztények hűséget esküdtek az arab világi hatalomnak, és tudomásul vették kötelességeiket. A városokban a gazdagok közül sokan áttértek az iszlám hitre, hogy megóvják kiváltságaikat és vagyonukat, a szegényebb városlakók és a parasztok zömmel keresztények maradtak. Az egyház székhelye Toledóban volt. A keresztény népesség egy része fokozatosan kivándorolt.
2. A Közel-Keletről és a félsziget északi részéről bevándorló kézműveseket és különféle szakembereket (építészeket, orvosokat stb.) a vidék gazdagsága, a fizetőképes kereslet vonzotta. A szakirodalomban ma neo-mozaraboknak nevezik őket.
3. A muszlim származású mozarabok Toledo visszavétele (1085) után, együtt tértek át a keresztény hitre. Ők az „áttért mozarabok” (új mozarabok), és nem tévesztendők össze a 12–17. században fokozatosan katolizált mudéjarokkal, illetve moriszkókkal.

## A reconquista után
Toledo visszavétele után a keresztény egyházközségek lélekszáma növekedni kezdett, a lakosságnak az arab gazdasági rendhez alkalmazkodott részéből azonban sokan kivándoroltak. A kivándorlás második nagy hulláma negyven évvel később, I. (Harcos) Alfonz kelet-andalúziai hadjárata (1125–1126) után söpört végig  a területen.
A mozarabok nehezen alkalmazkodtak az új, spanyol rendhez, és sokáig megőrizték különállásukat: Toledo visszavétele után két évszázaddal lakosságának egy csoportja még mindig arabul beszélt és arab tulajdonneveket használt, de idővel ők is asszimilálódtak.

## Kultúrájuk
A mozarabok megőrizték a vízigót vallási szertartásokat és sajátos, újlatin nyelvüket, így kultúrájuk a mudéjarokéhoz és a moriszkókéhoz hasonlóan keresztény–iszlám „határkultúrának” tekinthető.